# Macropedius

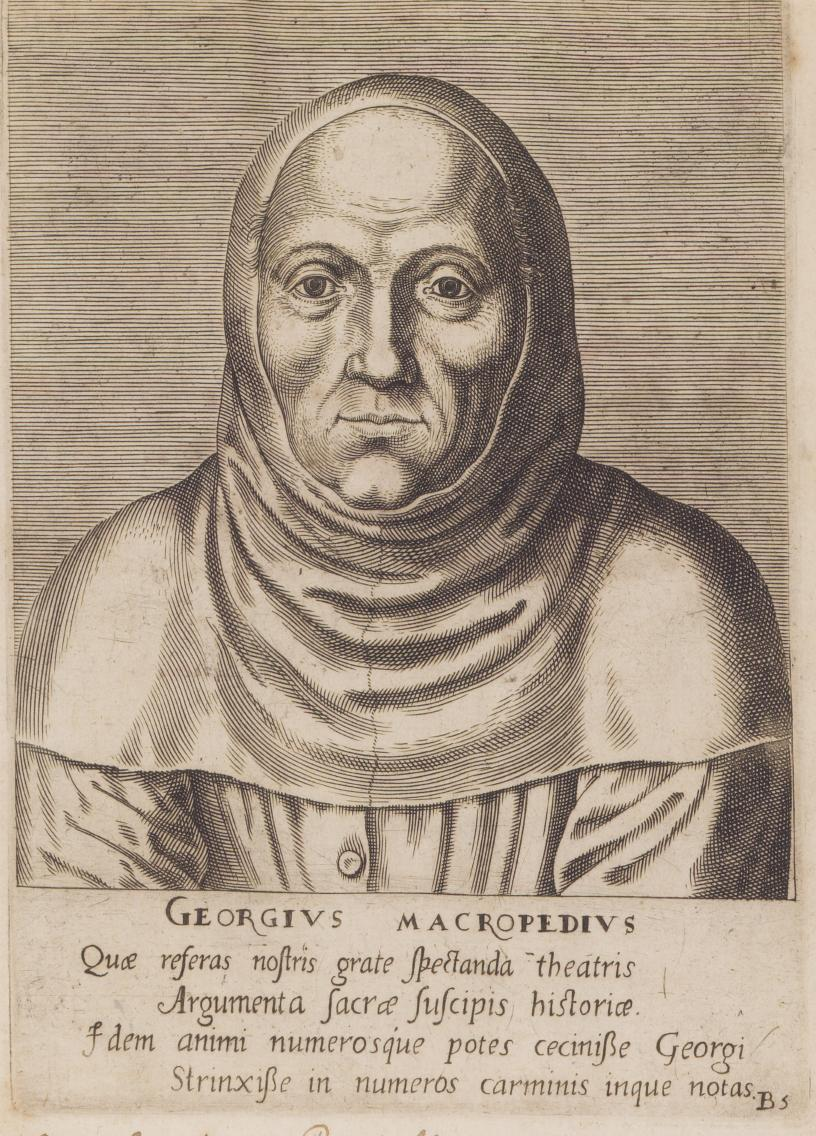
Macropedius. Portret autorstwa Philipa Galle, 1572.

Georgius Macropedius, właśc. Joris van Lanckvelt (ur. prawdopodobnie 23 kwietnia 1487 w Gemert, zm. pod koniec lipca 1558 w Den Bosch) – dramaturg holenderski, humanista, dyrektor gimnazjów w Utrechcie i ’s-Hertogenbosch.

## Życie
Macropedius urodził się w 1487 r. w Gemert (Holandia, Brabancja Północna) jako Joris van Lanckvelt. Uczył się w miejscowej szkole parafialnej, a od 9 roku życia w szkole łacińskiej w ’s-Hertogenbosch, gdzie mieszkał w internacie Bractwa Wspólnego Życia, realizującym ideały ruchu religijnego devotio moderna. W 1502 roku został członkiem tego bractwa i został tam przygotowany do stanu kapłańskiego oraz pracy nauczycielskiej w swojej dawnej szkole. Święcenia uzyskał w roku 1512. Już od roku 1506 zaczął pisać łacińskie podręczniki szkolne i dramaty. Zwyczajem ówczesnych filologów klasycznych przełożył swoje imię i nazwisko: Joris na Georgius a Van Lanckvelt – na Macropedius. Około 1524 został rektorem gimnazjum Św. Hieronima w Liège i przyczynił się do rozkwitu szkoły.

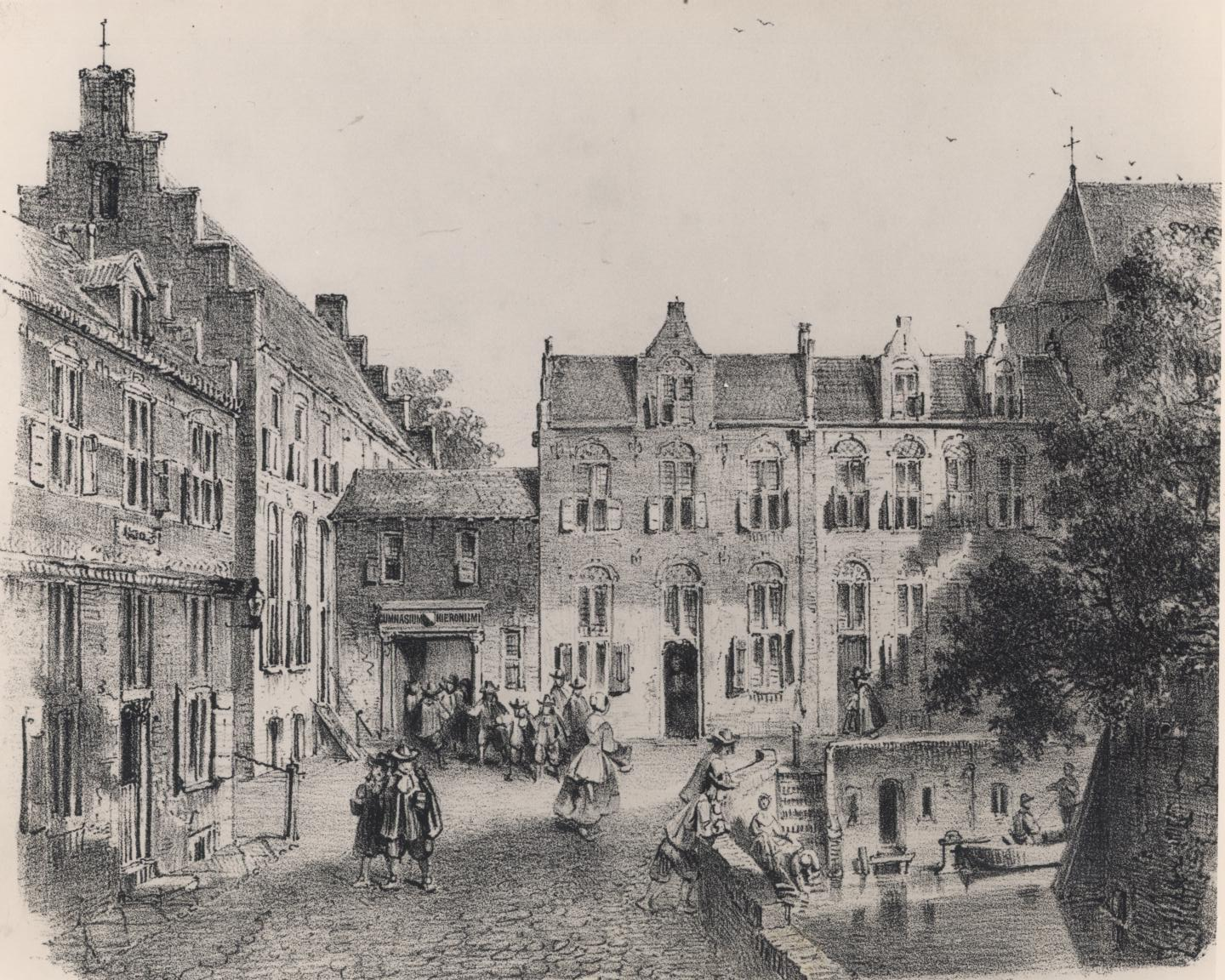
Gimnazjum Św. Hieronima w Utrechcie (XVII wiek)

W 1527 wrócił do Den Bosch, w 1530 przeprowadził się do Utrechtu, wówczas największego miasta Holandii. Cieszył się już pewną sławą i znany był jako prawowierny katolik. Pod jego kierunkiem tamtejsze gimnazjum Św. Hieronima stało się najważniejszą szkołą łacińską w Niderlandach Północnych. Uczył tam łaciny, greki, poetyki, retoryki, matematyki i muzyki. Co roku pisał tekst i komponował muzykę szkolnej pieśni łacińskiej. Tutaj napisał większość swoich podręczników i dramatów, które były drukowane w różnych krajach. W wieku 70 lat zrezygnował z kierowania szkołą, opuścił Utrecht i wrócił do Den Bosch, gdzie zamieszkał w domu Bractwa; tam zmarł podczas epidemii dżumy w lipcu 1558.

## Twórczość

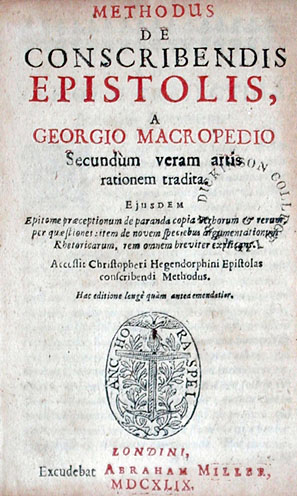
Ostatnie wydanie podręcznika Epistolica, Londyn 1649, w 106 lat po wydaniu pierwszego. Egzemplarz Dickinson College, Carlisle, Pennsylvania, USA.

Macropedius opublikował 10 podręczników szkolnych, wśród których najsłynniejszy był retoryczny poradnik pisania listów Epistolica (1543, Antwerpia), przedrukowywany pt. Methodus de Conscribendis Epistolis w Bazylei, Dillingen an der Donau, Frankfurcie nad Menem, ’s-Hertogenbosch, Kolonii i Lejdzie (znamy 36 różnych edycji). Był stosowany w szkołach wielu krajów. Od 1576 ukazywały się wersje angielskie, w Londynie ukazało się ostatnie wydanie podręcznika (1649).
W twórczości pedagogicznej Macropedius był zwolennikiem idei Erazma z Rotterdamu (Desiderius Erasmus). Był wybitnym znawcą języków i literatur klasycznych, Biblii i Ojców Kościoła. Liczne wznowienia i przedruki jego dzieł w Holandii, Niemczech, Francji i Anglii dowodzą, że cenili go współcześni, a także następne pokolenia. Jego działalność nauczycielska przyczyniła się do przemiany modelu edukacji. Zasłużył się w poszerzeniu znajomości języka greckiego jako podstawy do lektury oryginału Nowego Testamentu i literatury greckiej. Jednak największą sławę zawdzięcza swoim dwunastu dramatom. Jest zaliczany do największych dramaturgów nowołacińskich.
Asotus (1510, Syn marnotrawny, De verloren Zoon) jest przykładem dramatu biblijnego, inscenizuje przypowieść nowotestamentową. Sztukę wystawiano w Trinity College w Cambridge i na uniwersytecie w Pradze. Andrisca to komedia o dwu kobietach dominujących nad mężami – temat wykorzystany pół wieku później przez Shakespeare’a (Poskromienie złośnicy). Bassarus to farsa mięsopustna. W 1539 r. ukazała się najpopularniejsza sztuka Macropediusa Hecastus (Każdy), będąca przeróbką łacińską późnośredniowiecznego moralitetu niderlandzkiego Elckerlijc.

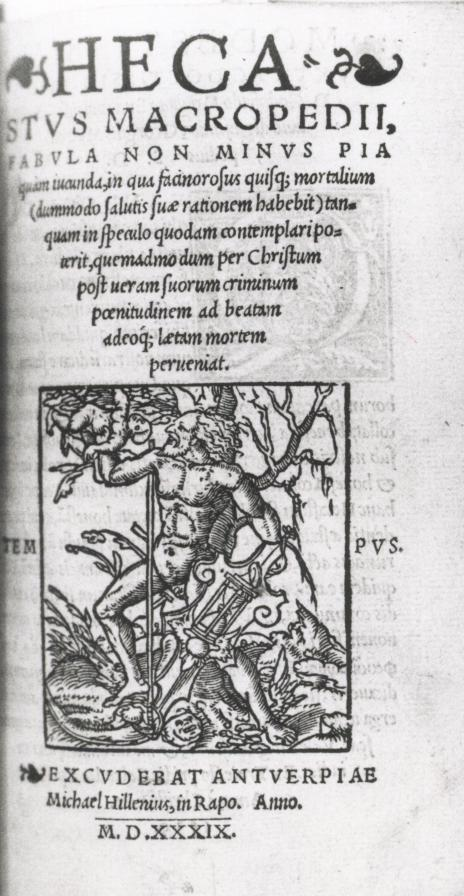
Pierwsze wydanie sztuki Hecastus Macropediusa, Antwerpia 1539, Michael Hillen. Egz. Universiteitsbibliotheek Tilburg.

Bohater Hecastus (Każdy) to zamożny młody człowiek korzystający z życia. Kiedy się dowiaduje że ma wkrótce umrzeć, nikt z jego przyjaciół ani rodziny nie chce mu towarzyszyć w ostatniej podróży. Przeróbka odstępuje od sakramentalizmu oryginału w duchu protestanckiej doktryny fiducji (idei zbawczej siły wiary zamiast spowiedzi i pokuty; w 1552 r. dokonał przeróbki, aby zredukować ten element). Drogą dalszego zeświecczenia poszli jego niemieccy tłumacze: Thomas Naogeorgus, 1540 i Hans Sachs, 1549. Sztuka była wielokrotnie wystawiana i drukowana oraz tłumaczona na różne języki (12 różnych wydań, 6 przekładów niemieckich, ponadto niderlandzki, duński i szwedzki (1681)).
Na obszarze Niemiec udokumentowano 18 różnych wystawień. Do najbardziej znanych dzieł wyrosłych z tradycji Każdego należą Kupiec Mikołaja Reja (1549) i Jedermann (1911) H. von Hoffmannsthala.
Zebrane dramaty przejrzane i opatrzone muzyką wydano w 2 tomach pt. Omnes Georgii Macropedii Fabulae Comicae (Wszystkie komedie; Utrecht 1552-1554). Potem Macropedius napisał już tylko jedną sztukę: Jesus Scholasticus.

## Spuścizna

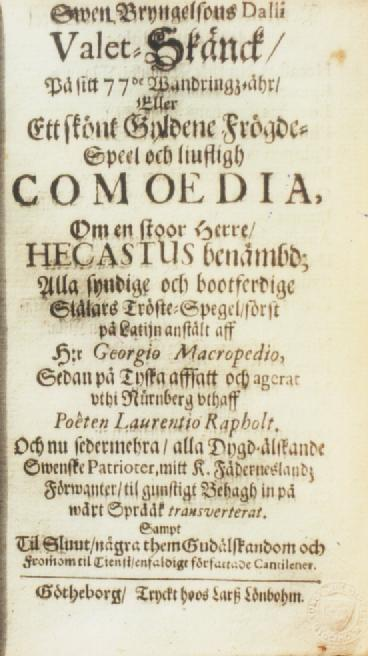
Strona tytułowa przekładu szwedzkiego Hecastusa (Sven Dalius, druk: Lars Löhnbohm, Göteborg 1681; egz. Biblioteka Królewska, Sztokholm).

Dorobek Macropediusa nie ograniczał się do podręczników i dramatów. Jako nauczyciel i rektor gimnazjów wykształcił wielu ludzi, którzy następnie działali w Kościele, administracji, nauce, sztukach. Wśród nich byli m.in.: wielki znawca greki Arnoldus Arlenius, językoznawca Willem Canter, profesor medycyny w Lejdzie Johannes Heurnius, geografii Gerard Merkator, działający we Włoszech drukarz Laurentius Torrentinus, i znany lekarz Johannes Wier, który w 1563 potępił wiarę w czary i polowania na czarownice.
Jeszcze przez pół wieku po śmierci postać Macropediusa była sławna i wymieniana w źródłach.
W 1565 r. grupa byłych uczniów uczciła swojego mistrza tomem wierszy Apotheosis D. Georgii Macropedii. W następnym stuleciu Macropedius i jego twórczość popadły stopniowo w zapomnienie. Dopiero dwa wieki później odkryli ją na nowo uczeni w Belgii i Niemczech. W XX wieku ukazało się szereg artykułów i książek o jego osobie i twórczości. Powstają nowe opracowania i przekłady jego sztuk na niderlandzki i angielski. Najnowsze opracowanie monograficzne (2005) zawiera reprodukcje jego wszystkich utworów literackich na płycie CD.